# Malambo (Atlántico)
Pour les articles homonymes, voir Malambo.
Malambo est une municipalité située dans le département d'Atlántico, en Colombie.

## Démographie
Selon les données récoltées par le DANE lors du recensement de la population colombienne en 2005, Malambo compte une population de 99 058 habitants.

## Liste des maires
- 2020 - 2023 : Rummenigge Monsalve Álvarez